# Ван, Михаил
Михаил Ван Цюаньшэн (кит. 弥哈伊尔·王泉生; 27 января 1924, Пекин — 2 июня 2015, Шанхай) — священник Китайской автономной православной церкви.

## Биография
Его детство и юность пришлись на пребыванием в Шанхае архиепископа Шанхайского Иоанна (Максимовича), оказавшего влияние на выбор им пути священника. Своё церковное служение он начал в кафедральном соборе во имя иконы Божией Матери «Споручница грешных» в Шанхае, где был чтецом.
В 1958 году епископом Шанхайским Симеоном (Ду) был рукоположён в священный сан, став клириком Китайской автономной православной церкви, получившая автономию 23 ноября 1956 года. Поддержка из СССР носила всё более ограниченный характер в силу трудностей хрущёвского времени.
В декабре 1964 года центральное правительство запретило деятельность Православной церкви в Шанхае, после чего иерей Михаил уже не мог служить. Годы «культурной революции» ознаменовались массовым закрытием и разрушением церквей, религиозная жизнь в стране фактически была поставлена вне закона. Сам иерей Михаил пережил «кампанию по перевоспитанию» в трудовых лагерях.
В отсутствии действующих храмов совершал частные молитвы на дому, сохранял контакты с оставшимися в живых клириками Китайской православной церкви, ожидая улучшения ситуации в стране. После начала политики реформ и открытости получил разрешение на проживание в Шанхае, однако в отличие от Харбина где был открыт и зарегистрирован Покровский храм, два оставшихся православных храма в Шанхае открыты не были. Таким образом открытое церковное служение для иерея Михаила было невозможно.
После смерти в декабре 2003 года в Пекине протоиерея Александра Ду остался единственным священником Китайской автономной православной церкви. Кроме него из всего клира Китайской православной церкви оставался в живых лишь протодиакон Евангел Лу. Они не могли совершать литургию, так как Китайская Православная Церковь не прошла предписанную законом перерегистрацию. В ноябре 2007 года в докладе митрополита Смоленского и Калининградского Кирилла (Гундяева) «Китайская Автономная Православная Церковь: история, сегодняшний день, перспективы» отмечалось: «В Шанхае проживают находящиеся в преклонных годах священник Михаил Ван и протодиакон Евангел Лу, которые хранят в своём сердце надежду совершить Литургию на китайской земле».
9 марта 2008 года вместе с протодиаконом Евангелом Лу молился и причащался за богослужение в помещении генерального консульства России в Шанхае, которое совершил священник Алексей Киселевич. По окончании богослужения им были вручены медали преподобного Сергия Радонежского первой степени, которыми их наградил Патриарх Московский и всея Руси Алексий II по случаю с 50-летия автономии Китайской православной церкви. В тот же день православная община Шанхая вместе посетила здание бывшего кафедрального собора во имя иконы Божией Матери «Споручница грешных» в Шанхае, где иерей Михаил и протодиакон Евангел рассказали о своём служении.
Своё первое богослужение после 44-летнего перерыва он совершил в здании российского консульства в Шанхае на Пасху 2008 года. С этого времени принимал участие в богослужениях, совершаемых протоиереем Алексием Киселевичем в Шанхае.
В августе 2009 года, несмотря на физическую немощь, предпринял долгое путешествие в северный Китае, где жили православные верующие русского происхождения, пребывавшие практически без пастырского окормления в течение полувека. 30 августа 2009 года в городе Лабдарин в автономном районе Внутренняя Монголия совершил освящение построенного в 1990-х годах храма святителя Иннокентия Иркутского — одного из четырёх православных храмов, имевших к тому времени официальный статус в КНР. Это освящение православного храма стало первым в КНР с 1960-х годов.
11 апреля 2010 года стал первым китайским православным клириком, совершившим богослужение в Харбине после кончины в 2000 году настоятеля Покровского храма этого города священника Григория Чжу. Пользовался уважением общины православных китайцев в Харбине.
23 июня 2012 года в Николаевском храме Шанхая сослужил председателю Отдела внешних церковных связей Московского Патриархата митрополиту Волоколамскому Илариону (Алфееву), который обратился после Литургии со словами благодарности к иерею Михаилу и другим православным китайцам, которые «твёрдо пронесли по жизни православную веру», несмотря на трудности и препятствия.
15 мая 2013 года в здании бывшего кафедрального собора Шанхая сослужил патриарху Московскому и всея Руси Кириллу в ходе первого в истории визита Патриарха Московского и всея Руси в Китай. Патриарх Кирилл упомянул о нём в разговоре со СМИ: «Было очень трогательно видеть китайское духовенство. Отец Михаил Ван и отец Евангел Лу, которые сегодня сослужили мне — люди уже очень преклонного возраста, они были рукоположены тогда, в 50-е годы. Они сохранили ясность мысли, прекрасную память и сильный голос. Для меня встреча с этими людьми тоже имеет большое символическое значение».
Скончался 2 июня 2015 года в Шанхае после продолжительной болезни. Его отпевание совершил 6 июня того же в Шанхае настоятель православной общины в Шанхае протоиерей Алексий Киселевич в сослужении диакона Покровского храма в Харбине Александра Юй в присутствии православных китайцев из разных городов КНР. По случаю кончины иерея Михаила Патриарх Кирилл и митрополит Волоколаский Иларион (Алфеев) выразили официальные соболезнования его вдове Татьяне Сюй Шуцинь, членам семьи и православной общине Шанхая.